# Serhij Krakovs'kyj
Serhij Viktorovyč Krakovs'kyj (in ucraino Сергій Вікторович Краковський?, in russo Сергей Викторович Краковский?, Sergej Viktorovič Krakovskij; Mykolaïv, 11 agosto 1960) è un allenatore di calcio ed ex calciatore sovietico, dal 1992 ucraino, di ruolo portiere.

## Palmarès

### Giocatore

#### Competizioni nazionali
- Campionato sovietico: 3

Dinamo Kiev: 1980
Dnipro: 1983, 1988
- Coppa dell'Unione Sovietica: 2

Dinamo Kiev: 1978
Dnipro: 1988-1989
- Kubok Federacii SSSR: 2

Dnipro: 1986, 1989
- Supercoppa dell'Unione Sovietica: 1

Dnipro: 1988